# بقل

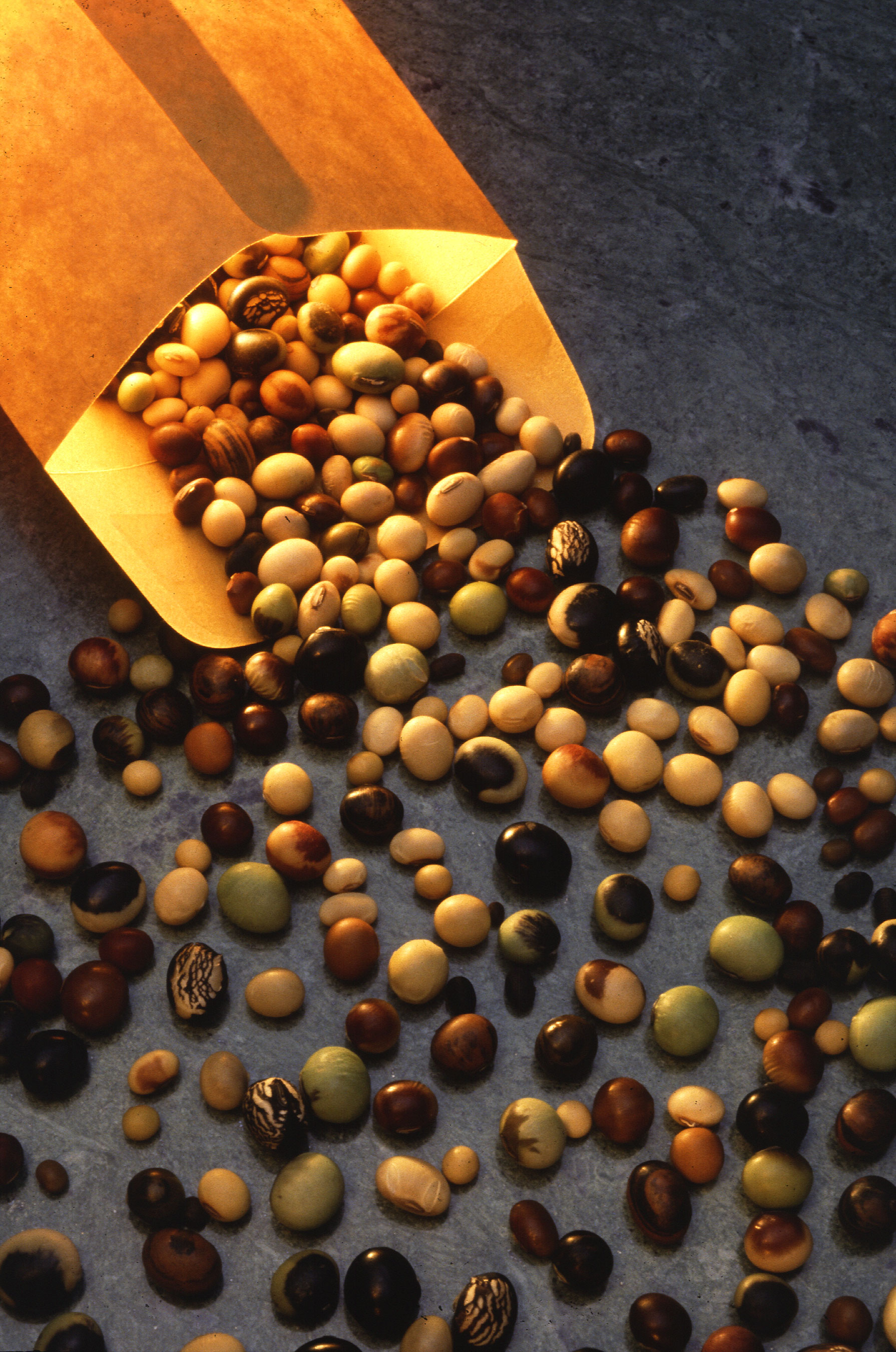
من أشهر البقول بذور فول الصويا.

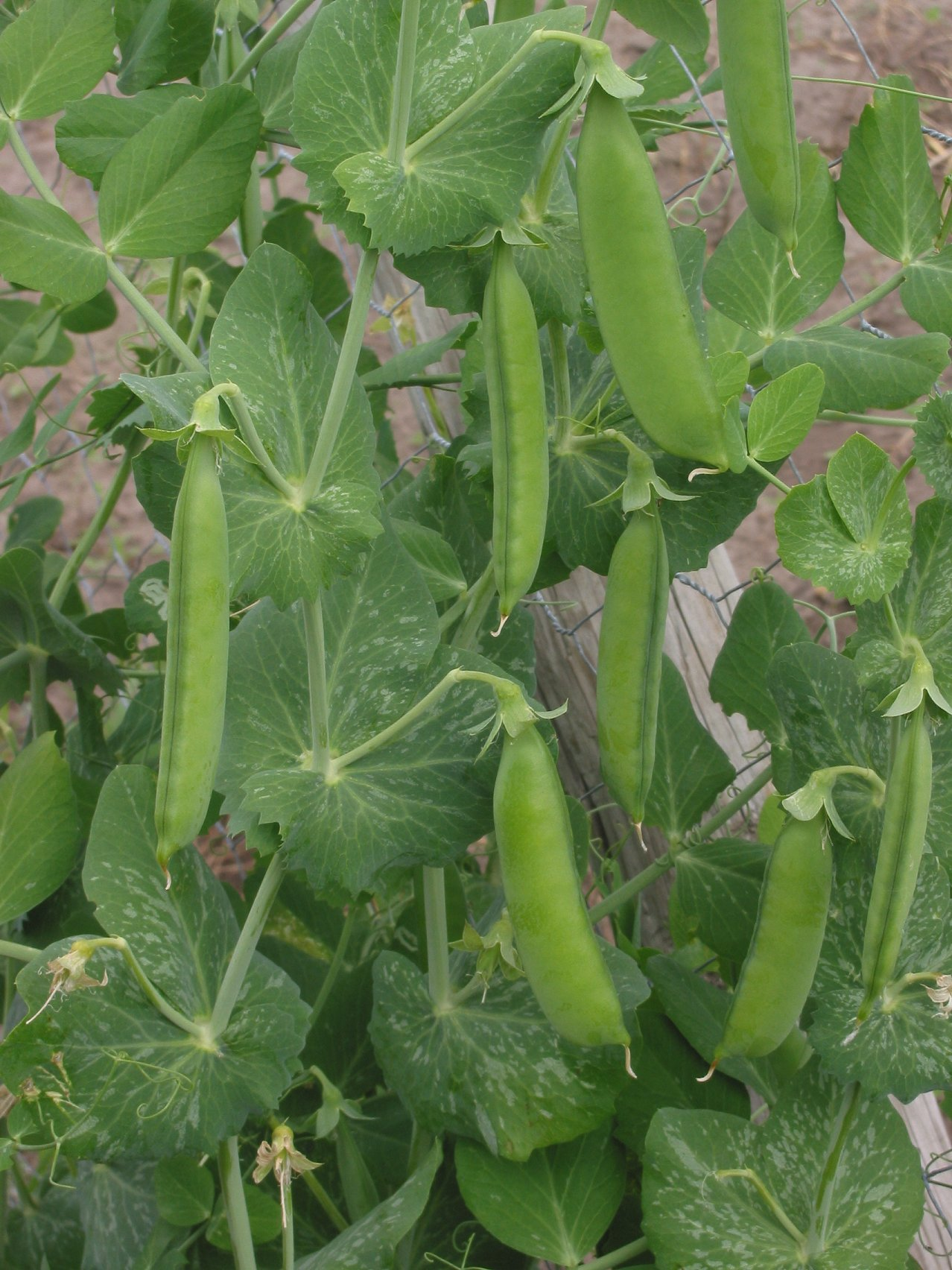
نبات البازلاء.

البقل هو النبات بدون ساق مثل الجرجير او الكورات اما  البقول أو البقليات هي ثمار النباتات من الفصيلة البقولية المستعملة في تغذية الإنسان. ومن أشهر البقول الفاصولياء على اختلاف أنواعها والبازلاء والفول والحمص والعدس والترمس واللوبياء بأنواعها.

## فوائد البقول
- البقول ذات قيمة غذائية عالية.
- البقول يمكن الوصول إليها اقتصاديا بسهولة وتسهم في تحقيق الأمن الغذائي على جميع المستويات.
- البقول لها فوائد صحية هامة.
- البقول تشجع الزراعة المستدامة وتساهم في التخفيف من آثار تغير المناخ والتكيف معه.
- البقول تعزز التنوع البيولوجي.

## السنة الدولية للبقول 2016
أعلنت 2016 سنة دولية للبقول من قبل الدورة السابعة والستين للجمعية العامة للأمم المتحدة. وقد رُشحت منظمة الأغذية والزراعة للأمم المتحدة لتسهيل تنفيذ السنة بالتعاون مع الحكومات والمنظمات ذات الصلة والمنظمات غير الحكومية وجميع الجهات المعنية الأخرى.
والهدف من السنة الدولية للبقول 2016 هو زيادة الوعي العام من الفوائد الغذائية من الحبوب كجزء من الإنتاج الغذائي المستدام والذي يهدف لتحقيق الأمن الغذائي والتغذية. وستخلق السنة فرصة لتشجيع الربط على امتداد السلسلة الغذائية التي من شأنها الاستفادة من أفضل البروتينات القائم على البقل، ومزيد من الإنتاج العالمي من الحبوب، من الأفضل استخدام الدورات الزراعية ومواجهة التحديات في مجال تجارة البقول.

## أهداف السنة الدولية للبقول
تهدف السنة الدولية للبقول إلى:
- تعزيز قيمة والاستفادة من البقول في جميع أنحاء النظام الغذائي
- رفع مستوى الوعي بفوائد البقول، بما في ذلك الزراعة والتغذية المستدامة
- تشجيع التواص بما يؤدي إلى مزيد من الإنتاج العالمي من البقول
- تعزيز البحوث المتطورة
- الدعوة إلى تحسين الاستفادة من البقول في الدورات الزراعية
- مواجهة التحديات في تجارة البقول

## الاستعمالات

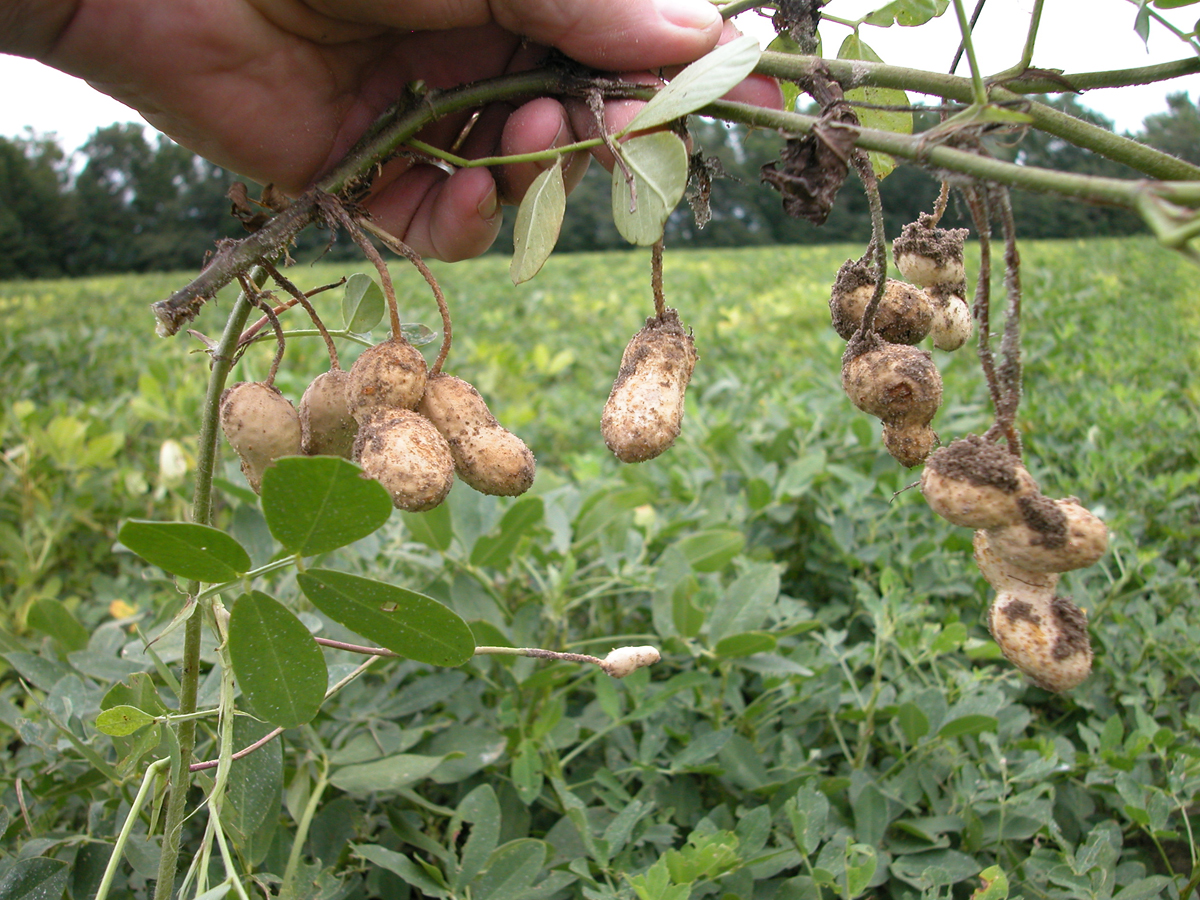
ثمار الفول السوداني

البقول غنية بالكربوهيدرات والبروتينات. تمثل مصدرًا ممتازًا للطاقة؛ لأنها قليلة الدهون وأنها لا تحتوي على الدهون المشبعة أو الكوليسترول.
فهي تتميز بمحتواها الغني من الألياف الغذائية، الأمر الذي يسهم في تأثيرها بشكل خاص على الشبع (الشعور بعد أن تؤكل بما فيه الكفاية). الأطعمة الغنية بالألياف تثبت أيضا أنها مفيدة للسيطرة على مرض السكري والوقاية من أمراض القلب والأوعية الدموية. في الواقع، يمكن أن الألياف تساعد على تنظيم نسبة السكر في الدم عن طريق تأخير مرور الطعام من المعدة إلى الأمعاء، يتباطأ، فجأة، من امتصاص الجلوكوز. وعلاوة على ذلك، فإن الألياف تساعد على خفض نسبة الكوليسترول في الدم.
وفيما يتعلق بالفيتامينات والمعادن، فالبقول كلها مصادر ممتازة للحديد (إذا أكل مع مصدر من فيتامين (ج))، وحمض الفوليك والمنجنيز. بل هي أيضًا مصادر جيدة من البوتاسيوم، والفوسفور، والمغنيسيوم والزنك.